# ティエリ・ラコン
ティエリ・ノルベール・ラコン（Therry Norbert Racon, 1984年5月1日 - ）は、フランス・ヴァル＝ド＝マルヌ県ヴィルヌーヴ＝サン＝ジョルジュ出身のサッカー選手。FCドルー所属。ポジションはミッドフィールダー。西インド諸島のマルティニークにルーツを持つ。

## 経歴
オリンピック・マルセイユの下部組織で育ちプロデビューを果たすが、その後はリーグ・ドゥのチームを渡り歩く。EAギャンガンではディディエ・ドログバ、フローラン・マルダらとプレーした。
2016年2月、フランスアマチュア選手権2（4部相当）のFCドルーに加入した。
2009年3月2009 CONCACAFゴールドカップに向けたグアドループ代表のカーン合宿に参加した。
2011年2011 CONCACAFゴールドカップのメンバーに選出された。

## 所属クラブ
- オリンピック・マルセイユ　2002-2005

→  FCロリアン　2004－2005 (loan)
- EAギャンガン　2005-2007
- チャールトン・アスレティックFC　2007-2011

→  ブライトン・アンド・ホーヴ・アルビオンFC 2008.3-.6 (loan)
- ミルウォールFC 2011-2013

→  ポーツマスFC 2013.2-5 (Loan)
- ポーツマスFC 2013-2014
- CSスダン・アルデンヌ 2015-2016
- FCドルー 2016-